# Ausichicrinites zelenskyyi
Ausichicrinites zelenskyyi (лат.) — вид древних ископаемых морских лилий из отряда коматулид подкласса Articulata, обитавших в морях юрского периода мезозойской эры около 145—152 млн лет назад. Описан в июле 2022 года, назван в честь Президента Украины Владимира Зеленского. Выделен в монотипный род Ausichicrinites, названный в честь профессора Уильяма И. Осича (англ. William I. Ausich), специалиста по ископаемым морским лилиям из Университета штата Огайо (США).
Вид был описан по единственному известному экземпляру, обнаруженному в Восточной Африке в отложениях титонского яруса (верхняя юра) геологического бассейна Голубой Нил в центральной части западной Эфиопии. Является первым юрским представителем отряда коматулид, найденным на африканском континенте.
Морская лилия Ausichicrinites zelenskyyi была обнаружена в известняковых отложениях в верхней части известняковой формации Антало на высоте 2114 м над уровнем моря. Географические координаты местонахождения 9° 28’ 41.8″ северной широты, 38° 22’ 49.1″ восточной долготы. Общий характер окружающих находку отложений свидетельствует о том, что она обитала на тёплом мелководье, глубиной до 30 м, в обеднённых питательными веществами (олиготрофных) поверхностных водах Тетиса.
Вид несколько схож с представителями мезозойского семейства Solanocrinitidae, но имеет также близкое сходство с современным семейством Zygometridae, известным исключительно из голоцена западной части Тихого и восточной части Индийского океанов. Однако это морфологическое сходство считается результатом конвергентной эволюции. Большинство ископаемых морских лилий описывается по центродорсальному элементу, а эта найдена в практически целом виде и даёт уникальное представление о строении лучей и цирр коматулид. Кроме того, у найденного образца обнаружены признаки регенерации луча, что является первым примером такой регенерации среди ископаемых морских лилий, он подтверждает гипотезу о важности нападения хищников в эволюции этих существ.

## Местонахождение

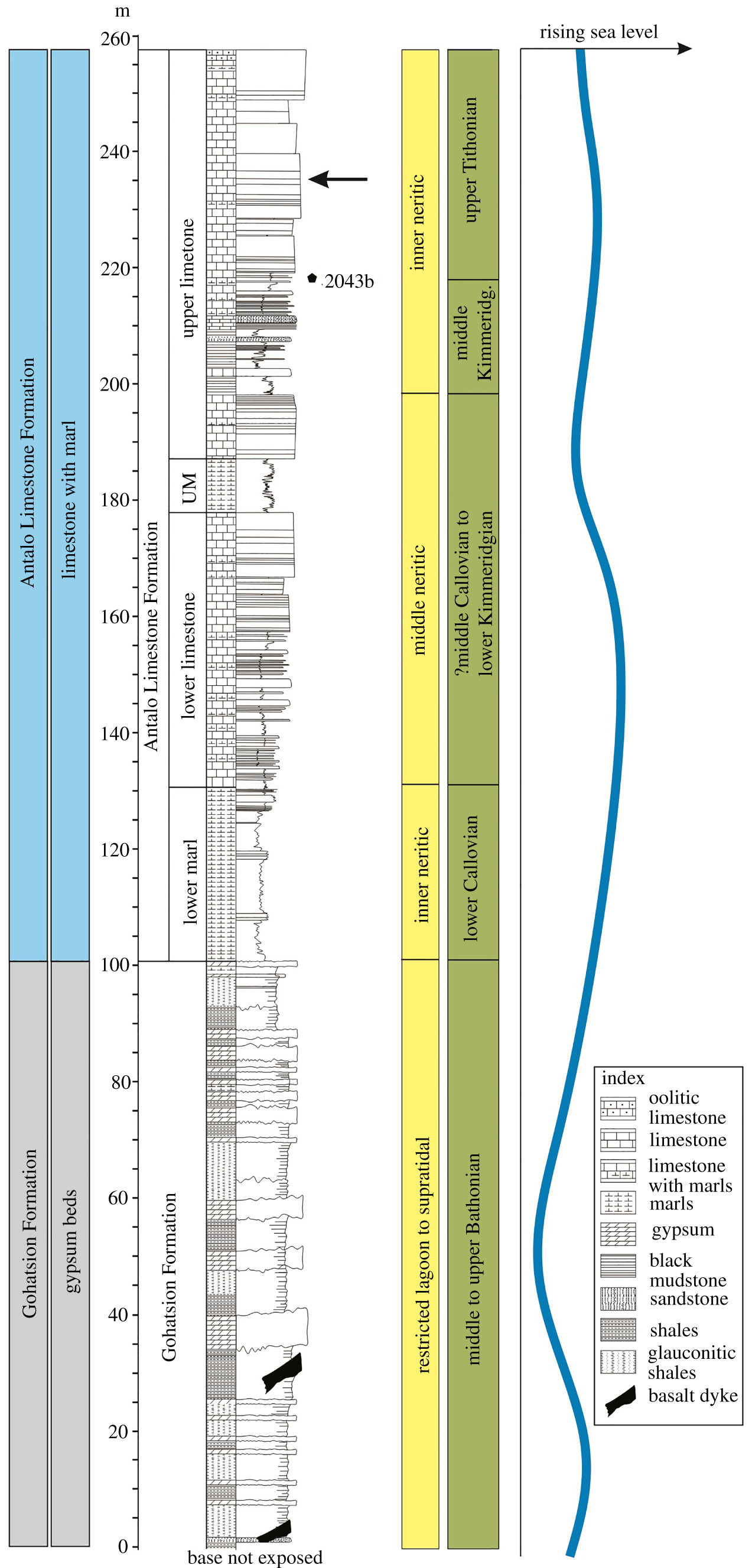
Стратиграфия разреза Мугер (бассейн Голубой Нил); стрелкой указано стратиграфическое положение окаменелости Ausichicrinites zelenskyyi; ниже отмечено положение образца 2043b, в котором были обнаружены известковые нанофоссилии верхнего титона. Справа изображена схема осадконакопления и предполагаемая кривая относительного уровня моря для разреза Мугер.

Юрские осадочные породы в Эфиопии обнажаются в трех геологических бассейнах — Мекеле на севере, Голубой Нил в центре и Огаден вдоль восточной окраины Эфиопского рифта. В бассейне Голубой Нил (географические координаты от 08° 45′ до 10° 30′ северной широты и от 36° 30 до 39° 00′ восточной долготы, назван по наименованию реки Голубой Нил, в окрестностях которой он находится) был исследован разрез Мугер (англ. Mugher section, 9° 31’ 06.9″ северной широты и 38° 24’ 32.0″ восточной долготы), базальная часть которого обнажает формацию Гохацион (англ. Gohatsion Formation) мощностью около 100 м. В ней чередуются мощные пачки слоистых и конкреционных гипсовых пластов с ячеистой структурой с маломощными прослоями глауконитовых сланцев и желтоватых алевролитов. В самых базальных отложениях обнаружена батская наутилида Paracenoceras aff. prohexagonum Spath. За формацией Гохацион следует карбонатный слой толщиной 160 м — известняковая формация Антало (англ. Antalo Limestone Formation). Известняк Антало состоит из четырёх пластов: нижний мергель — пепельно-серые мергели толщиной 30 м, нижний известняк — 55 м тонкослоистых пепельно-серых известняков с прослоями пепельно-серых мергелей, верхний мергель — мощностью 10 м, пепельно-серые мергели с двумя промежуточными пачками среднезернистых песчаников, и верхний известняк — толстослоистые бледно-желтые известняки толщиной 65 м с прослоями бледно-желтых мергелей. Известняк Антало неоднородно перекрывается крупнозернистым глинистым песчаником Мугер толщиной примерно 15 м, который, в свою очередь, неоднородно перекрывается вулканитами. В толще верхних известняков на высоте 2227 м и была обнаружена окаменелость морской лилии Ausichicrinites zelenskyyi. Географические координаты местонахождения 9° 29’ 03,4″ северной широты, 38° 22’ 32,8″ восточной долготы. Верхний известняк характеризуется угловатыми и средними по размеру зернами кварца с небольшими раздробленными биокластами (в основном из двустворчатых моллюсков), что указывает на высокоэнергетическую среду осадконакопления. По предположению ученых, верхние части известняковой формации Антало сформировались на морском мелководье. Присутствие нанноконидов, типичного тетического таксона известковых наннофоссилий в теплых, низкоширотных, карбонатных шельфовых средах, свидетельствует о более теплых и обедненных питательными веществами поверхностных (олиготрофных) водах. Совместная ассоциация морских ежей, брюхоногих моллюсков и пелоидов свидетельствует о наличии теплых мелководий в верхних частях фотической зоны (на глубине менее 30 м).
Верхняя часть известняка Антало (верхний известняк), где был обнаружен образец Ausichicrinites zelenskyyi, датируется верхним титоном (152—145 млн лет назад, самый конец позднего юрского периода). Он обнаружен на 21 м выше известнякового горизонта осадочных наннофоссилий, в котором доминируют гаптофитовые водоросли рода Nannoconus. Наличие этого таксона повсеместно является маркером титонского яруса. Кроме того, в этом комплексе также обнаружены титонские известняковые маркерные виды наннофоссилий гаптофитовых водорослей Polycostella beckmanii и Watznaueria communis. Polycostella beckmanii является зональным маркером зоны NJT15b (верхний титон) и встречается до окончания титона. Следовательно, присутствие и доминирование Nannoconus и ассоциации Polycostella beckmanii позволяют предположить, что образец 2043b, содержащий известковые наннофоссилии, не моложе позднего титона и что возраст морской лилии можно с уверенностью отнести к позднему титону.
Таким образом, образец коматулиды Ausichicrinites zelenskyyi происходит из верхней части известняковой формации Антало (9° 28' 41,8″ с. ш., 38° 22' 49,1″ в. д., высота 2114 м), на 21 м выше верхнетитонского известнякового содержащего осадочные нанофоссилии образца 2043b.
В соседнем местонахождении Деджен (бассейн Голубой Нил), в 150 км к западу от разреза Мугер, содержащего коматулиды, в одновозрастных отложениях верхнего титона (вершина известняковой формации Антало (9° 28’ 41,8″ с. ш., 38° 22’ 49,1″ в. д.; высота 2114 м, разрез Дежен, E0416765, N1110150, высота 2136 м), также найден крупный ствол миллерикринид (Millericrinida indet., Millericrinida), ещё одного отряда морских лилий из подкласса Articulata. Там же, в Деджене, в разрезе Курар (нижний киммериджский ярус) была также обнаружена крупная плита с несколькими коматулидами, связанная с аммонитом Orthosphinctes aff. tiziani (Oppel).

## Описание

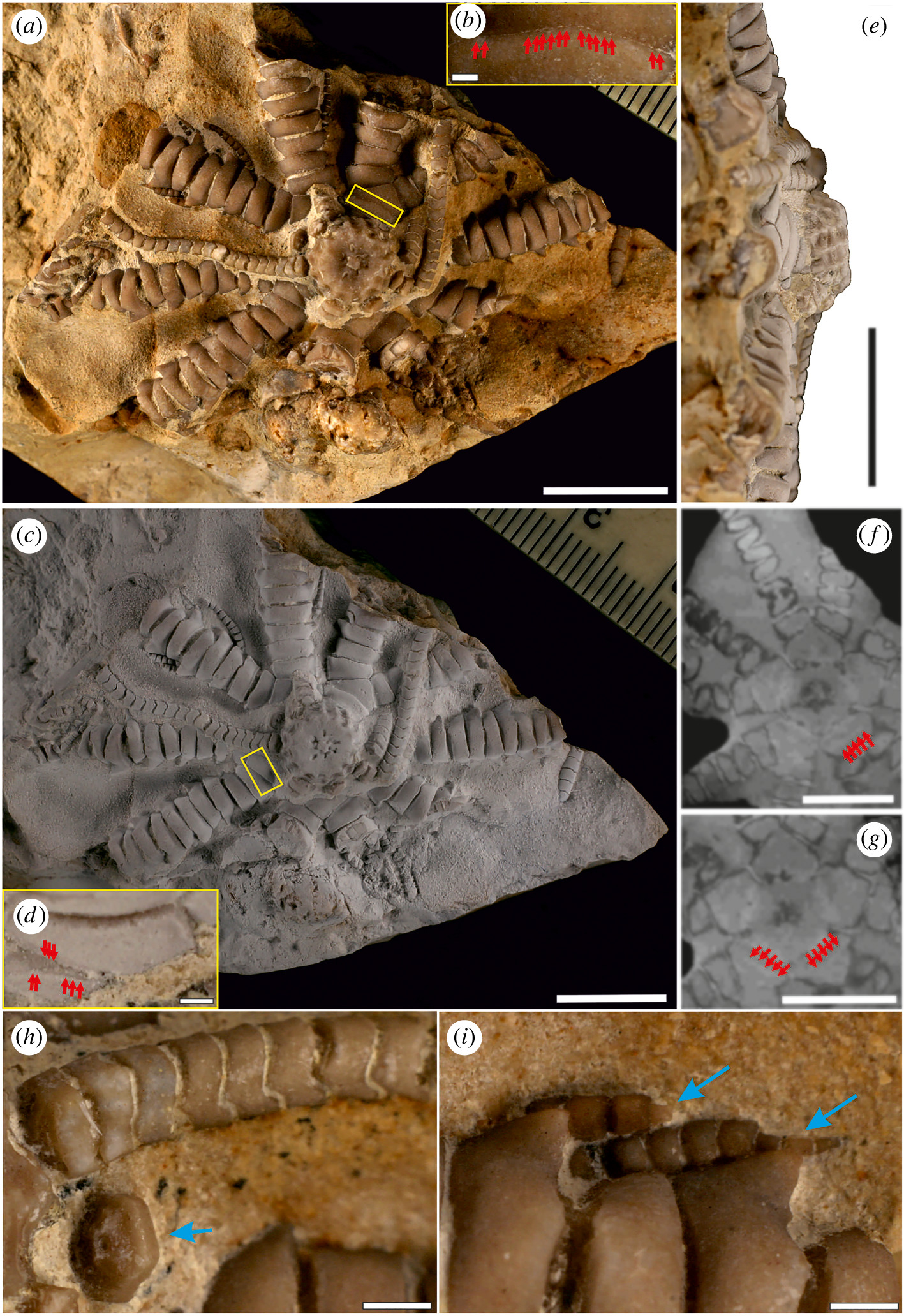
Окаменелость морской лилии Ausichicrinites zelenskyyi:
(a, c) — центродорсальный элемент, лучи и цирры ((a) необработанная, (c) обработанная) с увеличением (b, d) сочленения IBr2 (красными стрелками показаны «пунктирная» линия шва на внешней поверхности сочленения (b) и тонкий гребень на частично открытой грани (d));
(e) — центродорсальный элемент (необработанный), вид с боку;
(f, g) — томографические изображения срезов ископаемых коматулид, красными стрелками показаны криптосизигиальные сочленения IBr2;
(h) — проксимальные плюрицирральные (вид сбоку) и изолированные цирры (вид сбоку, синяя стрелка);
(i) — регенерировавшие пиннулы, состоящие из 1—3 пиннулярных пластинок (синие стрелки).
Длина масштабной линейки 10 мм (a, c, e, f, g) и 1 мм (b, d, h, i).

Обнаруженная окаменелость Ausichicrinites zelenskyyi представляет собой почти целиком сохранившийся экземпляр, без срединных и дистальных частей лучей и некоторых частей цирр. Морская лилия Ausichicrinites zelenskyyi имела пять, как и у всех морских лилий, широких и уплощенных у основания, дихотомически ветвящихся у самого центродорсального элемента (разделены на втором примибрахиальном суставе), радиально-симметрично расположенных лучей. Таким образом, визуально складывается впечатление, что лучей десять. Лучи массивные и одинаковые. Секундибрахиалии припухлые, клиновидные, объединены мускульной (иногда симморфной) синартрией. Пиннулы (боковые ветви на лучах) от круглых до овальных в поперечном сечении, без гребенчатых структур. P1 из BR2—BR4. Рот центральный. Базалии редуцированы до узких лучей (видны в виде интеррадиальных бугорков в углах оснований лучей). Центродорсальный элемент умеренно уплощенный и усеченно-конический, по форме напоминает пятигранник, с двумя или тремя рядами цирр (которыми животное прикреплялось к субстрату), имеющих вид 15 неодинаковых столбиков. Аборальная сторона центродорсального элемента вогнута, без цирр, с отчетливым бугорком в центре; осевая пора узкая. Ряды сочленения IBr2 объединены малозаметным криптосизигиальным сочленением. Цирры расположены в два—три довольно неправильных ряда; цирральные розетки сближены, разного размера, довольно глубокие, от овальной до шестиугольной формы, в них расположены 15 цирр; всего цирральных розеток на центродорсальном элементе 35. Средние и дистальные сегменты цирр гладкие и длиннее проксимальных.
Размеры данного экземпляра: диаметр центродорсального элемента в его базальной части составляет 7,91 мм, в проксимальной — 8,23 мм; высота центродорсального элемента — 4,70 мм; диаметр углубления в месте прикрепления цирр — 1,10—1,29 мм; толщина луча — 3,20—5,20 мм; диаметр цирр — 0,58—1,89 мм; диаметр пиннул — 0,29—0,78 мм.
Единственная мезозойская коматулида, обнаруженная в Африке, Amphorometra bellilensis из сеноманского или туронского яруса в Джебель-Беллиле на юге Туниса, описана только по центродорсальному элементу. Обнаруженный экземпляр Ausichicrinites zelenskyyi представляет собой одну из наиболее полных фоссилий ископаемых коматулид, известных на сегодняшний день, и позволяет получить уникальное представление о морфологии их лучей и цирр. Она также является наиболее древней с африканского континента. Учитывая высокий посмертный градиент дизартикуляции (потери сочленений лучей) у коматулид, вполне вероятно, что описанный образец был погребен слоем грунта достаточно быстро, возможно, ещё при жизни. Дистальные части лучей и некоторые цирры могли быть потеряны во время штормового волнения (высокая энергия, условия мелководья) и/или после того, как экземпляр оказался на открытом месте.
Описываемый таксон имеет совокупность признаков, не наблюдаемых ни у одной из ископаемых коматулид и редко отмечаемых у современных. Его пиннулы и цирры тонкие, без каких-либо шипов или гребенчатых структур, что обычно наблюдается у ископаемых коматулид. Напротив, пиннулы и цирры современных форм обычно имеют некоторые выросты. В частности, сочленения IBr2 у Ausichicrinites объединены малозаметной криптосизигией, что наблюдается только у двух родов морских лилий, Zygometra и Catoptometra из семейства Zygometridae. Это может означать, что эволюционное происхождение семейства должно быть отодвинуто примерно на 150 миллионов лет назад, что, однако, очень маловероятно, учитывая часто встречающуюся гомоплазию (морфологическая конвергенция) у морских лилий. Скорее, эта окаменелость иллюстрирует высокую фенотипическую конвергенцию морских лилий.

## Признаки регенерации
Обнаруженный экземпляр демонстрирует признаки регенерации пиннул, что представляет собой первый пример этого явления у ископаемых морских лилий. Признаки регенерации лучей достаточно часто обнаруживаются у ископаемых морских лилий; однако это явление редко документируется у ископаемых коматулид, вероятно, из-за того, что окаменелости этих морских лилий в более-менее целом виде обнаруживаются крайне редко. На сегодняшний день описана только одна находка регенерировавшего луча у коматулид — у Rautangaroa aotearoa из олигоцена Новой Зеландии. У Ausichicrinites zelenskyyi две пиннулы имеют явные признаки регенерации. Она хорошо узнаваема по резким различиям в размерах примыкающих пиннулярных пластинок. Таким образом, эта окаменелость является первым известным примером регенерации пиннул у ископаемых коматулид. Обнаружение регенерации у ископаемой морской лилии подтверждает гипотезу о значительной роли нападения хищников в эволюции этих организмов. Известны многочисленные случаи откусывания рыбами пиннул у морских лилий. Такое откусывание может быть так называемым «побочным повреждением», когда рыбы на самом деле нападают на животных-комменсалов морских лилий, обитающих в их лучах, а вместе с ними откусывают и сами лучи или их пиннулы.

## Систематика
По обнаруженной окаменелости, учитывая её морфологические особенности, был описан новый вид, которому исследователи дали видовое название zelenskyyi в честь Президента Украины Владимира Александровича Зеленского за «его отвагу и мужество в защите свободной Украины». Вид был выделен в отдельный, новый, монотипический род Ausichicrinites, названный в честь профессора Уильяма И. Осича (англ. William I. Ausich), специалиста по палеонтологии и палеоэкологии палеозойских морских лилий и директора Геологического музея Ортона Университета штата Огайо (США), за «его выдающийся вклад в изучение ископаемых морских лилий». Увеличение количества данных, собранных в результате молекулярного анализа современных таксонов морских лилий, показало, что принятые таксономические классификации этого класса, основанные на морфологии, более несостоятельны и, следовательно, требуют существенного пересмотра. Например, было показано, что морфологические признаки, ранее использовавшиеся для диагностики семейств, подсемейств и родов в ископаемых и современных таксонах (например, центродорсальная и цирральная морфология, размещение сизигиальных сочленений, характер ветвления лучей и т. д.), являются гомопластическими. При этом морфологические синапоморфии для большинства современных родов недоступны, то есть их обычно идентифицируют по комбинации морфологических признаков и молекулярных данных. Поэтому авторам нового таксона не удалось установить его принадлежность к какому-либо семейству или надсемейству.
Новые вид и род были отнесены к подотряду Comatulidina отряда Comatulida подкласса Articulata. Коматулиды представляют собой наиболее разнообразную группу современных морских лилий, включающую около 140 родов, объединяемых в 3 подотряда, из которых Comatulidina единственный, представители которого во взрослом состоянии бесстебельчатые. Коматулиды во время онтогенеза утрачивают свои стебли и демонстрируют высокую подвижность (ползая и плавая), что является важным фактором их эволюционного успеха. Они также являются единственной из ныне существующих группой морских лилий, которая распространена по всему миру как на мелководьях, так и на больших глубинах.
Летопись окаменелостей коматулид восходит к позднему триасу (начало мезозойской эры). Большинство известных родов коматулид были описаны по одному, наиболее хорошо сохраняющемуся морфологическому элементу — центродорсальному (и редко по центродорсальному с остатками базалий и радиалов). Это связано с тем, что тело коматулид очень быстро поддаётся посмертным процессам разложения.
Центродорсальный элемент, находящийся в центре чашечки морских лилий между лучами и циррами, представляет собой главную инновацию в эволюции этих животных. Этот элемент весьма морфологически разнообразен и хорошо узнаваем у коматулид. Он развился из нескольких сросшихся рядов цирроподобных столбиков, возникших в онтогенезе из одного проксимального столбика. Его важность в таксономии ископаемых коматулид давно признана. Особенно это касается ранне-среднеюрских коматулид, у которых быстро увеличивалась морфологическая диспарантность центродорсальных элементов. Несмотря на последующую диверсификацию в течение кайнозоя, разнообразие форм центродорсальных элементов, по-видимому, насыщается, то есть эволюция шла по множеству варианотв строения, которые были установлены ранее. Так, некоторые отдаленно родственные виды современных коматулид имеют очень похожую форму центродорсальных элементов. В то же время у современных коматулид может быть очень высокой внутривидовая изменчивость в морфологии центродорсальных элементов. Поэтому неонтологи обычно не используют характеристики центродорсальных элементов, которые обычно являются единственным доступным параметром для палеонтологов. При таксономическом описании ныне живущих коматулид учитывают признаки всего животного, уделяя особое внимание морфологии лучей и цирр. Обнаруженный образец, чрезвычайно редкая находка почти полной ископаемой коматулиды, позволил провести уникальное сравнение между ископаемыми и современными таксонами этих морских лилий.
Сочетание морфологических признаков найденного экземпляра указывает на то, что он может быть отнесен к семейству Zygometridae (группа современных морских лилий, известная только из голоцена западной части Тихого и восточной части Индийского океанов и неизвестная в окаменелом состоянии). Из этих признаков характер сизигальных (безмышечных) сочленений IBr2 является наиболее важным признаком семейства. Однако, как и у некоторых современных коматулид (например, Zygometra microdiscus), у найденного экземпляра сизигию внешне трудно отличить от синостоза. Несколько лучше это видно на данных рентгеновской компьютерной томографии, где заметны мелкие углубления на двух соприкасающихся друг с другом суставных поверхностях. При большем увеличении наблюдается пунктирная линия шва на наружной поверхности сочленения и несколько краевых бугорков на частично обнаженной фасетке, что свидетельствует о криптозигиальном сочленении (относительно плоский синостоз с короткими краевыми расходящимися радиально гребнями или бугорками). Этот тип сочленения обычно присутствует у изокринид, но рассматривается как тот же тип сочленения, что и сизигия у коматулид, потому что оба представляют собой места разрыва при аутотомии луча. В семействе Zygometridae традиционно выделяют два рода: Zygometra, у которых дистальные членики цирр намного короче проксимальных и несут выступающие дорсальные шипы, и Catoptometra, без дорсальных шипов. Однако недавний молекулярный анализ показал, что семейство Zygometridae является полифилетическим, что означает, что сизигия в br1 + 2 не имеет таксономического значения на уровне семейства, хотя эта особенность по-прежнему представляется характерной для этих двух родов. Тем не менее, найденный экземпляр Ausichicrinites zelenskyyi отличается от этих двух современных родов тем, что дистальные сегменты цирр у него гладкие и значительно длиннее проксимальных. Морфология его центродорсального элемента также согласуется с Zygometridae. Представители этого семейства могут иметь центродорсальные элементы, имеющие весьма разнообразную морфологию даже в пределах одного вида.
С другой стороны, морфология центродорсального элемента Ausichicrinites также подобна таковой, наблюдаемой в семействе Solanocrinitidae, широко представленном в верхней юре, которое может иметь усеченно-конические контродорсалии с лишенной цирр складчатой или плоской аборальной вершиной. Однако центродорсальный элемент Ausichicrinites является более низким и в его центральной аборальной части имеется сильно выступающий бугорок. Семейство Solanocrinitidae включает четыре рода: Solanocrinites, Archaeometra, Comatulina и Pachyantedon. С одной стороны, таксоны соланокринитид характеризуются заметной изменчивостью, а с другой, они могут быть очень похожи, особенно первые три. Хотя общая форма центродорсального элемента у Ausichicrinites в некоторой степени напоминает наблюдающуся у Solanocrinites, есть ряд особенностей, которые отличают оба таксона. В частности, у соланокринитид первая и вторая примибрахиалии слиты или редко соединяются синостозом, тогда как секундибрахиалии очень клиновидны и обычно имеют форму шипа. Кроме того, соланокринитиды обычно имеют более открытые толстые палочковидные базалии и нависающие радиальные лучи, заметно более высокие, чем у Ausichicrinites.

## Изучение и публикация
Окаменелость морской лилии Ausichicrinites zelenskyyi была обнаружена в Эфиопии местным палеонтологом Срипатом Джаином (англ. Sreepat Jain) из Университета наук и технологий Адамы (Адама, Эфиопия). В сентябре 2021 года она была доставлена для подробного изучения в Польшу в палеонтологическую лабораторию факультета естественных наук Силезского университета в Катовице. Она была очищена и отсканирована с помощью рентгеновской компьютерной томографии в Институте биомедицинской инженерии факультета наук и технологий Силезского университета. Затем Франком Зигелем (нем. Frank Siegel) из Берлина, Германия, была проведена профессиональная обработка образца химическим методом — он был обработан гидроксидом калия (едким калием, KOH).
Данная окаменелость была назначена голотипом вида Ausichicrinites zelenskyyi. Он хранится на геологическом факультете Школы прикладных естественных наук Университета наук и технологий Адамы (англ. Department of Geology, School of Applied Natural Science, Adama Science and Technology University) в Адаме в Эфиопии. Образцу присвоен номер ASTU/Geol-SJ/2018/2-1.
Изучение окаменелости и описание вида Ausichicrinites zelenskyyi провёл польский коллектив палеонтологов: Мариуш А. Саламон (пол. Mariusz A. Salamon), Томаш Браxанец (пол. Tomasz Brachaniec) и Пётр Дуда (пол. Piotr Duda) из Силезского университета в Катовице, Бартош Й. Плаxно (пол. Bartosz J. Płachno) из Ягеллонского университета в Кракове и Пшемыслав Гожеляк (пол. Przemysław Gorzelak) из Института палеобиологии Польской академии наук. Статья с описанием нового вида была опубликована 20 июля 2022 года в «Royal Society Open Science», научном журнале Лондонского королевского общества.